# Liste der Auslandsvertretungen der Schweiz
Dies ist eine Liste der diplomatischen Vertretungen der Schweiz. Die Schweizerische Eidgenossenschaft unterhält ein Netzwerk von über 100 Botschaften.
Das Bundesamt für Bauten und Logistik (BBL) ist für die Bundesliegenschaften verantwortlich.

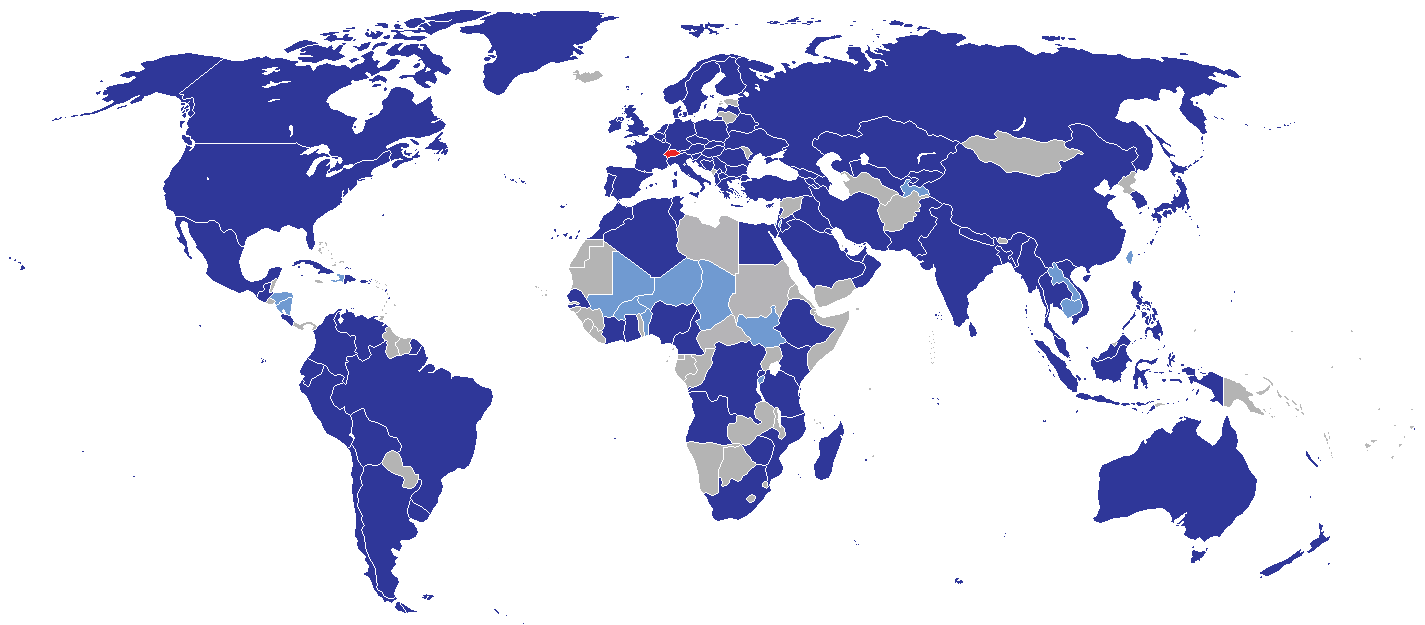
Schweiz
Standorte der diplomatischen Vertretungen (Botschaften und Konsulate, ohne Honorarkonsulate, Stand 2012)

## Botschaften und Konsulate

### Afrika
| - Ägypten: Kairo, Botschaft (→ Liste der Botschafter) - Algerien: Algier, Botschaft (→ Liste der Botschafter) - Angola: Luanda, Botschaft - Äthiopien: Addis Abeba, Botschaft - Elfenbeinküste: Abidjan, Botschaft (→ Liste der Botschafter) - Ghana: Accra, Botschaft - Kamerun: Jaunde, Botschaft - Kenia: Nairobi, Botschaft - Kongo, Demokratische Republik: Kinshasa, Botschaft - Madagaskar: Antananarivo, Botschaft - Marokko: Rabat, Botschaft (→ Liste der Botschafter) | - Mosambik: Maputo, Botschaft - Nigeria: Abuja, Botschaft - Nigeria: Lagos, Generalkonsulat - Senegal: Dakar, Botschaft - Simbabwe: Harare, Botschaft - Südafrika: Pretoria, Botschaft (→ Liste der Botschafter) - Südafrika: Kapstadt, Generalkonsulat - Sudan: Khartum, Botschaft - Tansania: Daressalam, Botschaft - Tunesien: Tunis, Botschaft |

### Asien

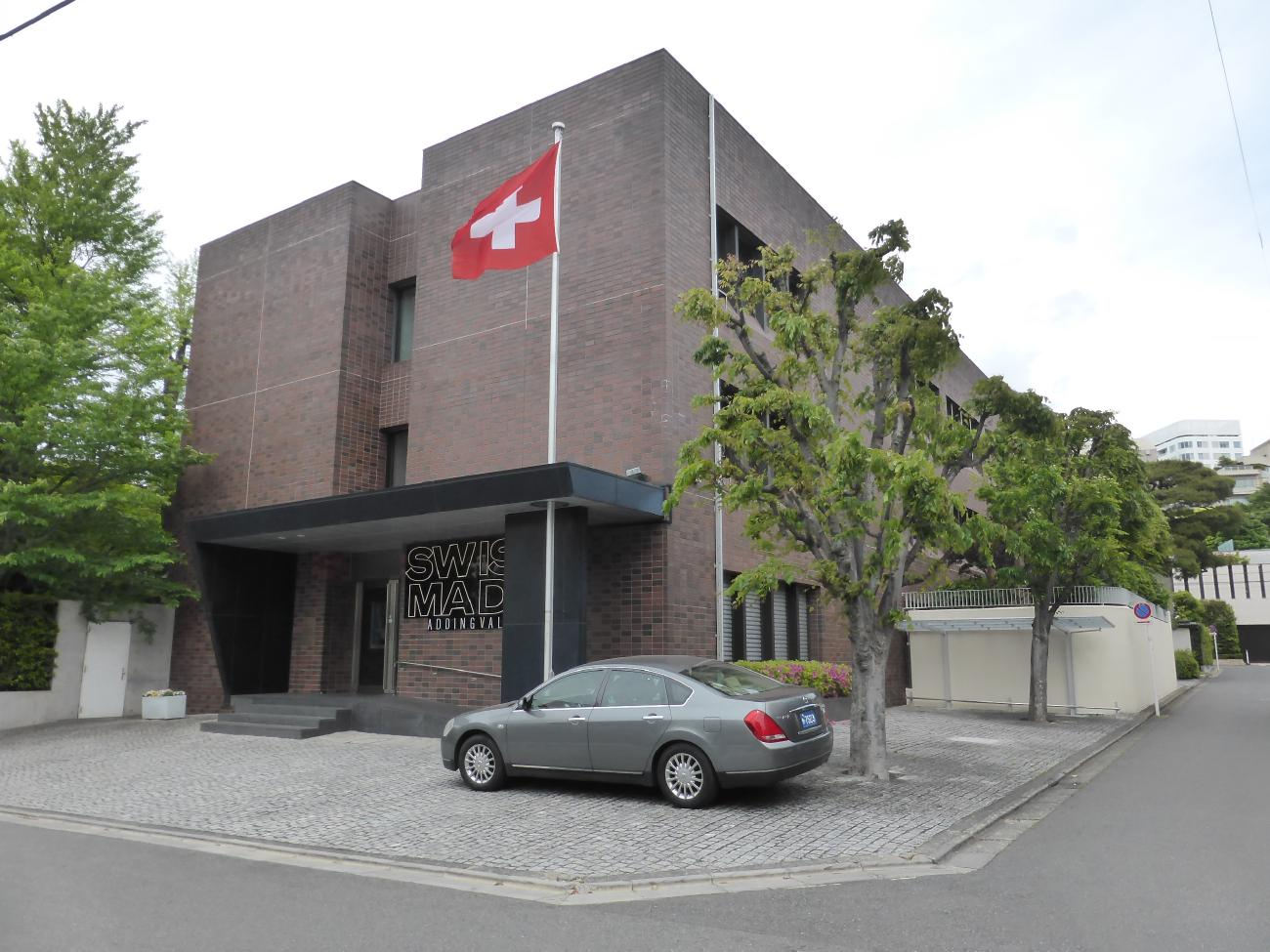
Schweizerische Botschaft in Tokio

| - Armenien: Jerewan, Botschaft - Aserbaidschan: Baku, Botschaft - Bangladesch: Dhaka, Botschaft - Volksrepublik China: Peking, Botschaft (→ Liste der Botschafter) - China: Guangzhou, Generalkonsulat - China: Hongkong, Generalkonsulat - China: Shanghai, Generalkonsulat - Indien: Neu-Delhi, Botschaft (→ Liste der Botschafter) - Indien: Mumbai, Generalkonsulat - Indien: Bangalore, Generalkonsulat - Indonesien: Jakarta, Botschaft (→ Liste der Botschafter) - Iran: Teheran, Botschaft (→ Liste der Botschafter) - Israel: Tel Aviv, Botschaft (→ Liste der Botschafter) - Japan: Tokio, Botschaft (→ Liste der Botschafter) - Japan: Osaka, Konsulat - Jordanien: Amman, Botschaft (→ Liste der Botschafter) - Katar: Doha, Botschaft - Kasachstan: Astana, Botschaft - Kirgisistan: Bischkek, Botschaft - Kuwait: Kuwait, Botschaft | - Libanon: Beirut, Botschaft - Malaysia: Kuala Lumpur, Botschaft - Mongolei: Ulaanbaatar, Botschaft - Myanmar: Rangun, Botschaft - Nepal: Kathmandu, Botschaft - Oman: Maskat, Generalkonsulat - Pakistan: Islamabad, Botschaft (→ Liste der Botschafter) - Pakistan: Karatschi, Generalkonsulat - Palästina: Ramallah, Ständige Vertretung - Philippinen: Manila, Botschaft - Saudi-Arabien: Riad, Botschaft (→ Liste der Botschafter) - Singapur: Singapur, Botschaft - Sri Lanka: Colombo, Botschaft - Südkorea: Seoul, Botschaft - Thailand: Bangkok, Botschaft - Usbekistan: Taschkent, Botschaft - Vereinigte Arabische Emirate: Abu Dhabi, Botschaft - Vereinigte Arabische Emirate: Dubai, Generalkonsulat - Vietnam: Hanoi, Botschaft - Vietnam: Ho-Chi-Minh-Stadt, Generalkonsulat |

### Australien und Ozeanien
| - Australien: Canberra, Botschaft (→ Liste der Botschafter) - Australien: Sydney, Generalkonsulat | - Neuseeland: Wellington, Botschaft |

### Europa

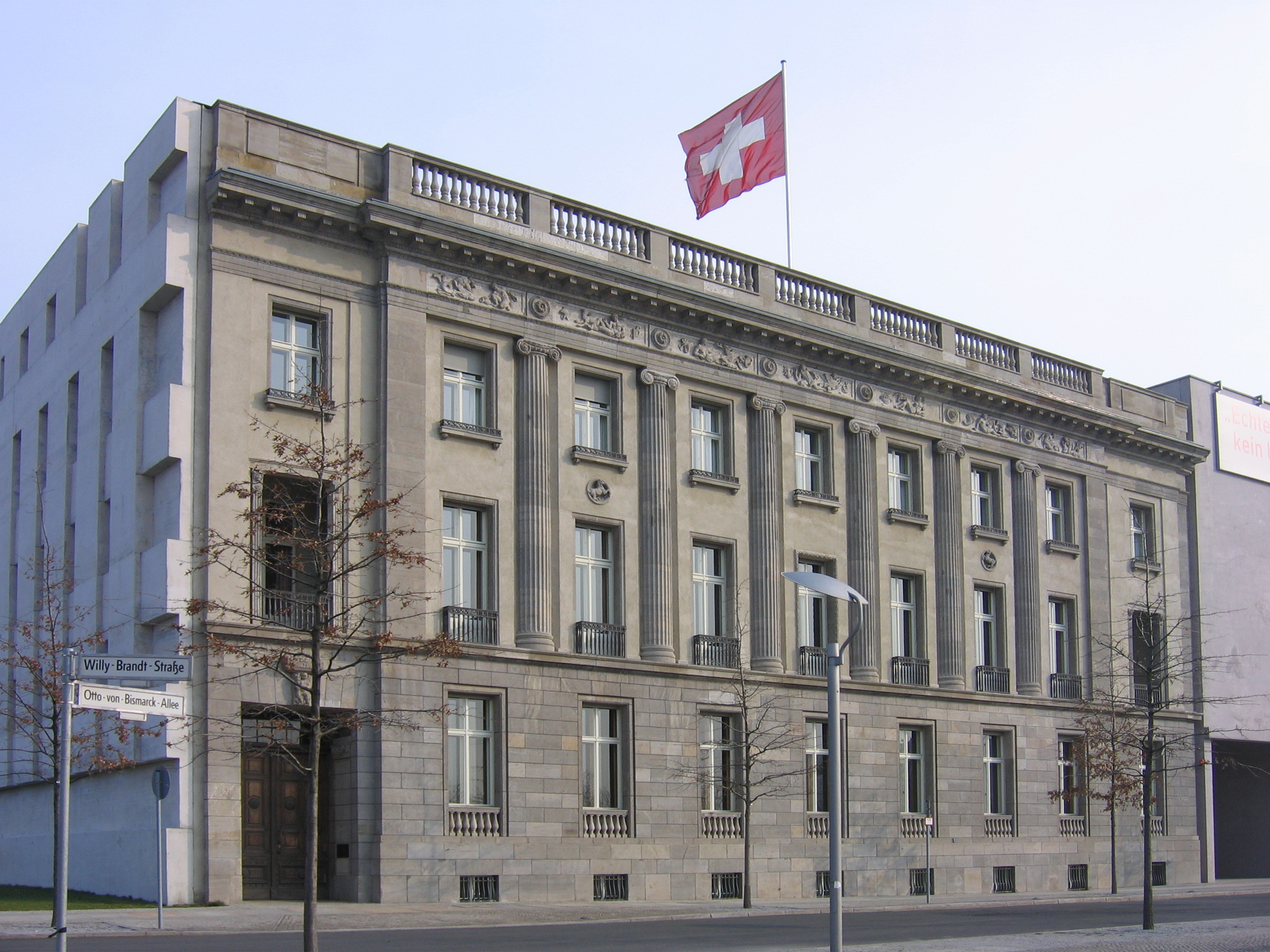
Schweizerische Botschaft in Berlin

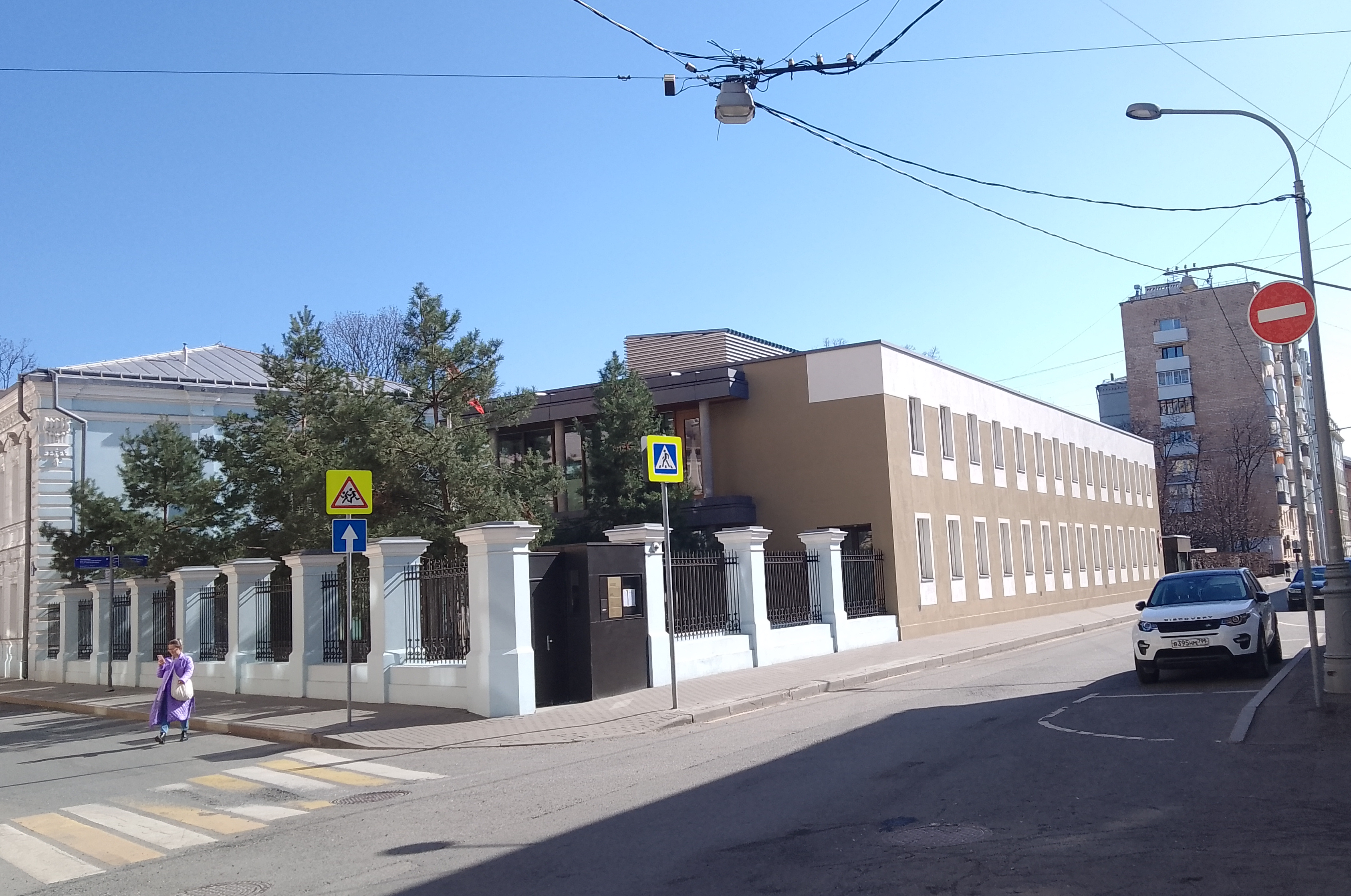
Schweizerische Botschaft in Moskau

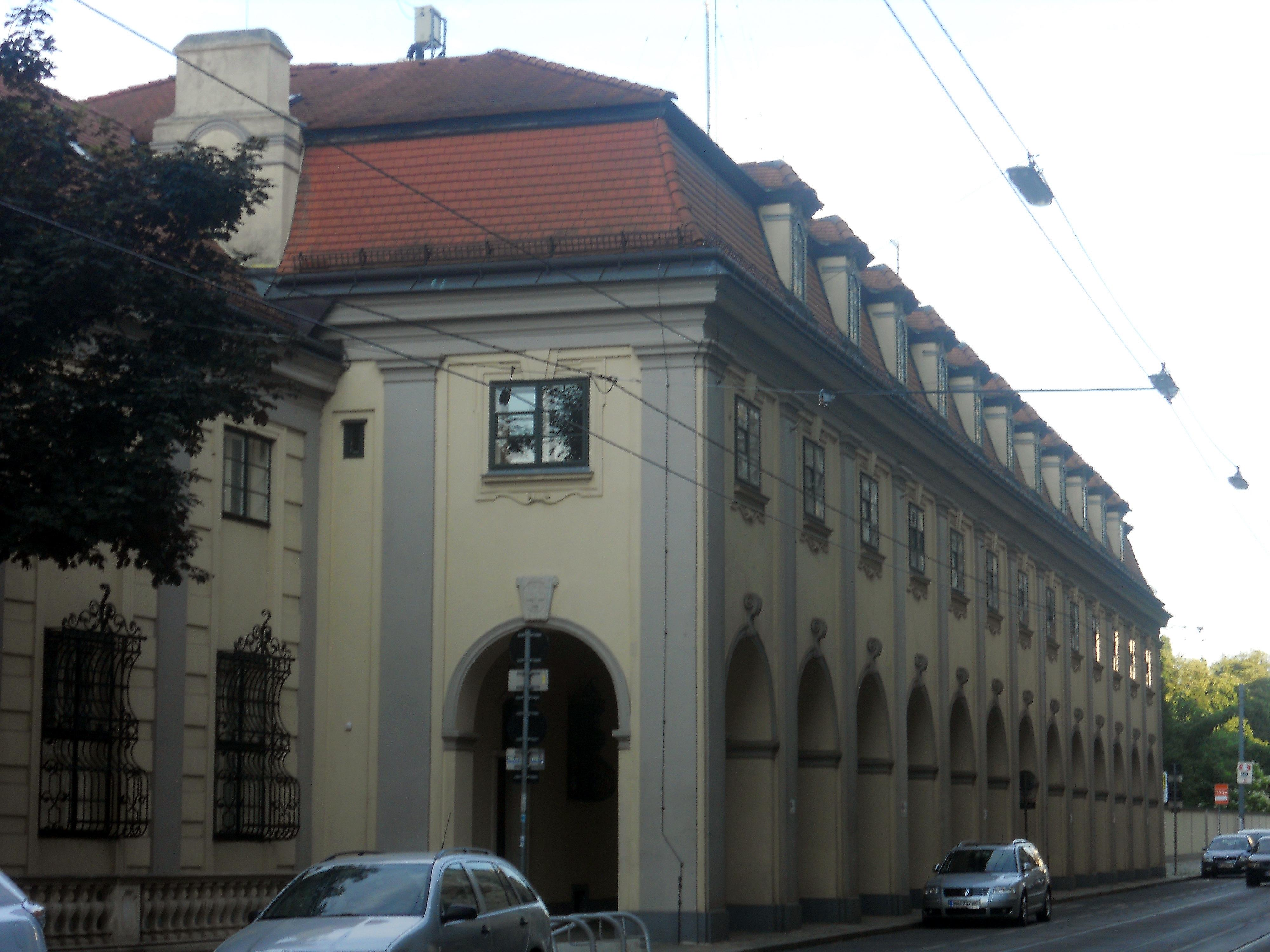
Schweizerische Botschaft in Wien

| - Albanien: Tirana, Botschaft - Belarus: Minsk, Botschaft - Belgien: Brüssel, Botschaft (→ Liste der Botschafter) - Bosnien u. Herzegowina: Sarajewo, Botschaft (→ Liste der Botschafter) - Bulgarien: Sofia, Botschaft (→ Liste der Botschafter) - Dänemark: Kopenhagen, Botschaft (→ Liste der Botschafter) - Deutschland: Berlin, Botschaft (→ Liste der Botschafter) - Deutschland: Frankfurt am Main, Generalkonsulat - Deutschland: München, Generalkonsulat - Deutschland: Stuttgart, Generalkonsulat - Finnland: Helsinki, Botschaft (→ Liste der Botschafter) - Frankreich: Paris, Botschaft (→ Liste der Botschafter) - Frankreich: Lyon, Generalkonsulat - Frankreich: Marseille, Generalkonsulat - Frankreich: Straßburg, Generalkonsulat - Georgien: Tiflis, Botschaft - Griechenland: Athen, Botschaft (→ Liste der Botschafter) - Irland: Dublin, Botschaft (→ Liste der Botschafter) - Italien: Rom, Botschaft (→ Liste der Botschafter) - Italien: Mailand, Generalkonsulat - Kosovo: Priština, Botschaft - Kroatien: Zagreb, Botschaft (→ Liste der Botschafter) | - Lettland: Riga, Botschaft - Luxemburg: Luxemburg, Botschaft (→ Liste der Botschafter) - Nordmazedonien: Skopje, Botschaft - Niederlande: Den Haag, Botschaft (→ Liste der Botschafter) - Norwegen: Oslo, Botschaft (→ Liste der Botschafter) - Österreich: Wien, Botschaft (→ Liste der Botschafter) - Polen: Warschau, Botschaft (→ Liste der Botschafter) - Portugal: Lissabon, Botschaft (→ Liste der Botschafter) - Rumänien: Bukarest, Botschaft - Russland: Moskau, Botschaft (→ Liste der Botschafter) - Russland: Sankt Petersburg, Generalkonsulat - Schweden: Stockholm, Botschaft (→ Liste der Botschafter) - Serbien: Belgrad, Botschaft (→ Liste der Botschafter) - Slowakei: Bratislava, Botschaft - Slowenien: Ljubljana, Botschaft - Spanien: Madrid, Botschaft (→ Liste der Botschafter) - Spanien: Barcelona, Generalkonsulat - Tschechien: Prag, Botschaft - Türkei: Ankara, Botschaft (→ Liste der Botschafter) - Türkei: Istanbul, Generalkonsulat - Ukraine: Kiew, Botschaft - Ungarn: Budapest, Botschaft (→ Liste der Botschafter) - Vatikanstadt: Rom, Botschaft (→ Liste der Botschafter) - Vereinigtes Königreich: London, Botschaft (→ Liste der Botschafter) - Zypern: Nikosia, Botschaft |

### Nord- und Mittelamerika

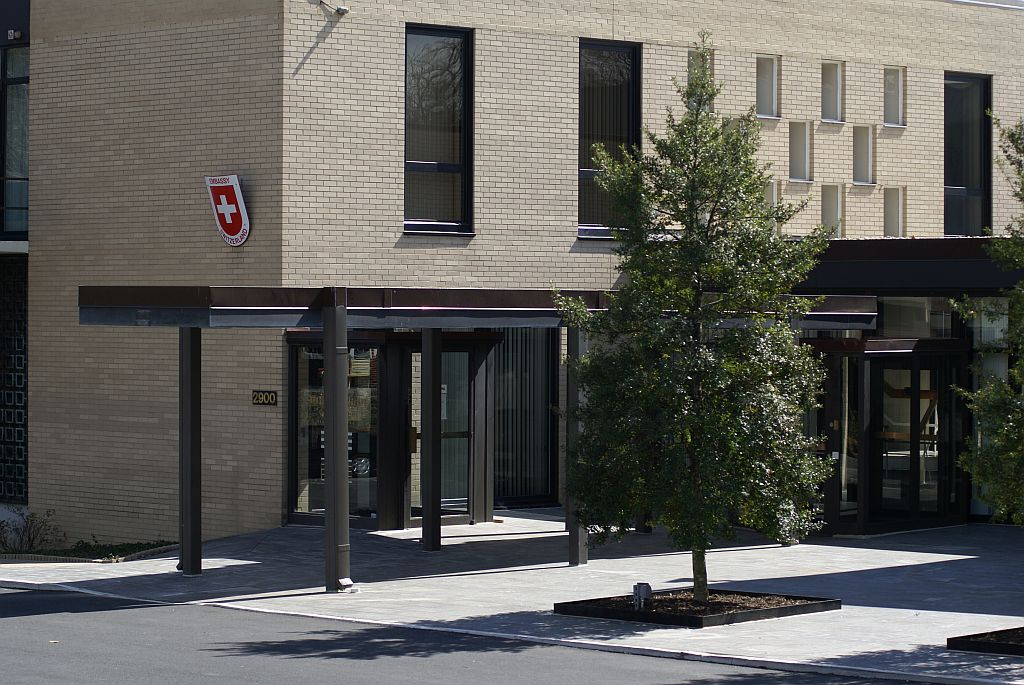
Schweizerische Botschaft in Washington, D.C.

| - Costa Rica: San José, Botschaft - Dominikanische Republik: Santo Domingo, Botschaft - Guatemala: Guatemala-Stadt, Botschaft - Kanada: Ottawa, Botschaft (→ Liste der Botschafter) - Kanada: Montreal, Generalkonsulat - Kanada: Vancouver, Generalkonsulat - Kuba: Havanna, Botschaft (→ Liste der Botschafter) - Mexiko: Mexiko-Stadt, Botschaft (→ Liste der Botschafter) | - Vereinigte Staaten: Washington, D.C., Botschaft (→ Liste der Botschafter) - Vereinigte Staaten: Atlanta, Generalkonsulat - Vereinigte Staaten: Boston, Generalkonsulat - Vereinigte Staaten: Chicago, Generalkonsulat - Vereinigte Staaten: Los Angeles, Generalkonsulat - Vereinigte Staaten: New York, Generalkonsulat - Vereinigte Staaten: San Francisco, Generalkonsulat |

### Südamerika
| - Argentinien: Buenos Aires, Botschaft (→ Liste der Botschafter) - Bolivien: La Paz, Botschaft - Brasilien: Brasília, Botschaft (→ Liste der Botschafter) - Brasilien: Rio de Janeiro, Generalkonsulat - Brasilien: São Paulo, Generalkonsulat - Chile: Santiago de Chile, Botschaft | - Ecuador: Quito, Botschaft - Kolumbien: Bogotá, Botschaft (→ Liste der Botschafter) - Peru: Lima, Botschaft (→ Liste der Botschafter) - Uruguay: Montevideo, Botschaft (→ Liste der Botschafter) - Venezuela: Caracas, Botschaft |

## Vertretungen bei internationalen Organisationen
- Europäische Union: Brüssel, Ständige Vertretung
- Europäische Union: Strassburg, Ständige Vertretung beim Europarat
- Vereinte Nationen: New York, Ständige Vertretung
- Vereinte Nationen: Wien, Ständige Vertretung
- Vereinte Nationen: Genf, Ständige Vertretung
- Organisation der Vereinten Nationen für Erziehung, Wissenschaft und Kultur (UNESCO): Paris, Delegation
- Organisation der Vereinten Nationen für Ernährung und Landwirtschaft (FAO), Welternährungsprogramm (WFP) und dem Internationalen Fonds für landwirtschaftliche Entwicklung (IFAD): Rom, Ständige Vertretung
- Organisation des Nordatlantikvertrags (NATO): Brüssel, Ständige Vertretung
- Organisation für wirtschaftliche Zusammenarbeit und Entwicklung (OECD): Paris, Delegation(→ Liste der Botschafter)
- Organisation für Sicherheit und Zusammenarbeit in Europa (OSZE): Wien, Delegation
- Welthandelsorganisation  (WTO) und  EFTA (EFTA): Genf, Ständige Vertretung